# Clonacris kirbyi
Clonacris kirbyi är en insektsart som först beskrevs av Pierre Adrien Prosper Finot 1903.  Clonacris kirbyi ingår i släktet Clonacris och familjen gräshoppor. Inga underarter finns listade i Catalogue of Life.